# Протести через убивство Джорджа Флойда
Протести через убивство Джорджа Флойда — серія заворушень і демонстрацій проти поліцейської жорстокості і расизму, які почалися в Міннеаполісі в США 26 травня 2020 року і поширилися багатьма штатами США та іншими країнами світу. Протести почалися в Міннеаполісі як реакція на вбивство 46-річного неозброєного афроамериканця Джорджа Флойда міською поліцією під час арешту та відбулися на тлі початку пандемії COVID-19 і в контексті сезону президентських виборів у США 2020 року.
Хоча більшість протестів були мирними, демонстрації в деяких містах переросли в заворушення, мародерство та вуличні сутички зі співробітниками правоохоронних органів і бійців національної гвардії США, які застосували сльозогінний газ і гумові кулі у відповідь на протестувальників. Дослідження Лабораторії ненасильницьких дій і Консорціуму підрахунку натовпу показали, що станом на кінець червня 2020, 96,3% із 7305 демонстрацій не містили насильництва або мародерства. Лише за перші 14 днів заворушень загинуло 19 людей.
Згідно з дослідженнями, проведеними влітку 2020 року, у певний момент у демонстраціях у США брали участь від 15 до 26 мільйонів людей, що зробило ці протести наймасовішими протестами в історії США.
Протести сприяли всесвітнім дебатам щодо поліцейської діяльності та расової несправедливості, що призвело до численних законодавчих пропозицій та реформ на федеральному, штатному та муніципальному рівнях у США, спрямованих на боротьбу з неправомірною поведінкою поліції, системним расизмом та статусом поліцейської недоторканності. Протести призвели до хвилі повалення пам'ятників, перейменувань і суспільних змін у США та по всьому світу.

## Передумови

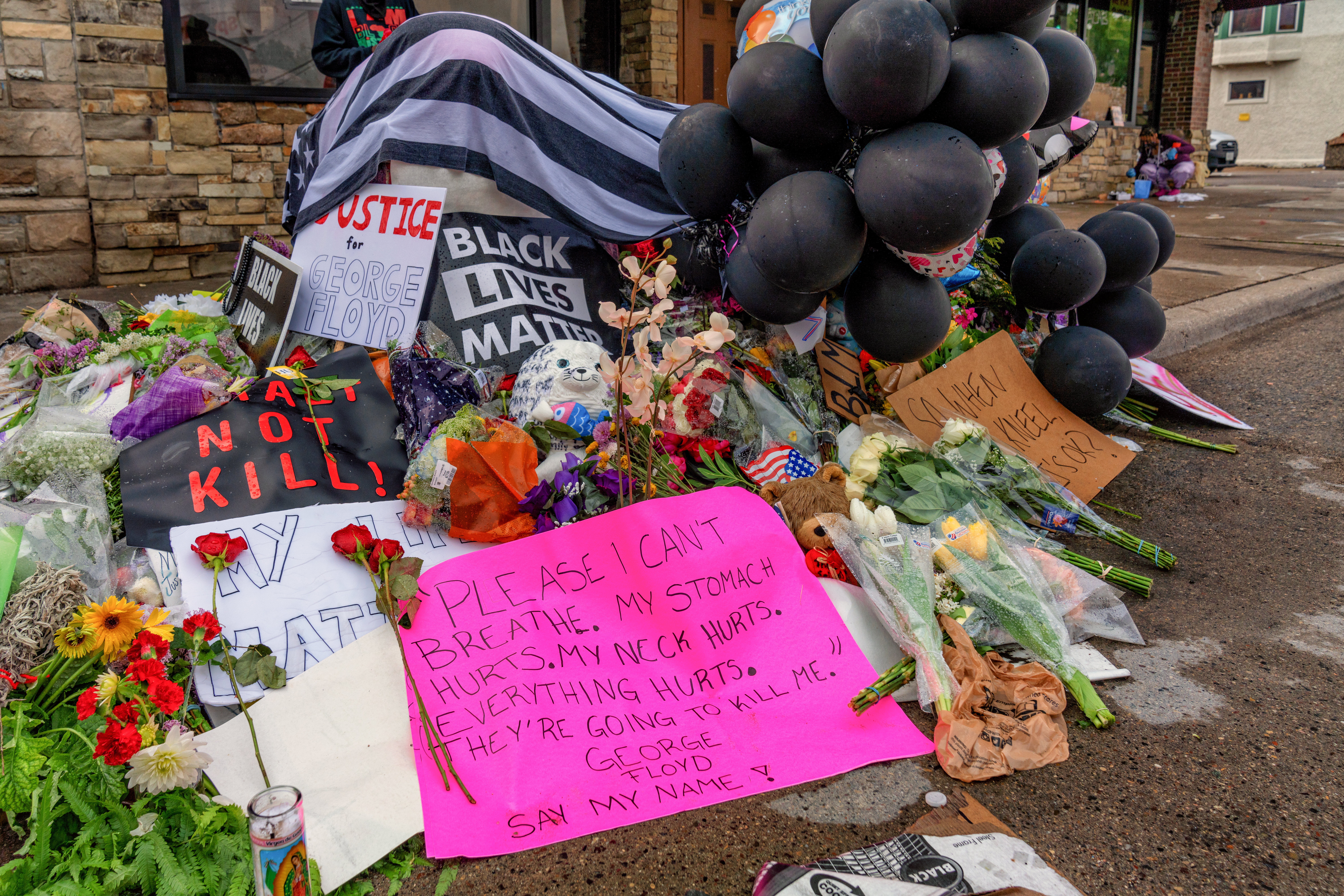
Меморіал на місці вбивства Флойда

25 травня 2020 року, о 20:08 за CDT (4:08 за київським часом) співробітники поліції Міннеаполіса відповіли на виклик 9-1-1 про пограбування магазину на Чикаго Соут Авеню в районі Повердхорн в Міннеаполісі. За даними поліції, Джордж Флойд, 46-річний афроамериканець, знаходився в сусідній машині й перебував під впливом наркотичних речовин. На місце події був відправлений наряд поліції і підозрюваного затримали. Представник департаменту поліції після інциденту заявив, що співробітники поліції наказали Флойду вийти з машини, але він відмовився і чинив фізичний опір при затриманні.
За заявами поліційного департаменту міста, офіцери «в процесі арешту громадянина помітили, що він відчуває проблеми зі здоров'ям і викликали швидку». Проте прямий ефір у Facebook Live, записаний свідком, показав, що поліцейський, який займався затриманням, притиснув Флойда коліном до землі й тримав його в районі шиї. На відео також видно, як Флойд неодноразово повторює, що відчуває проблеми з диханням.
Потім Флойд повністю замовкає і припиняє ворушитися, проте на відео видно, що офіцер поліції навіть після цього не прибирає коліно з шиї Флойда. Незабаром після цього прибуває карета швидкої допомоги та вантажить Джоржа Флойда на ноші. Медики не змогли виявити пульс, і вже в лікарні була констатована смерть Флойда.

## США

### Травень

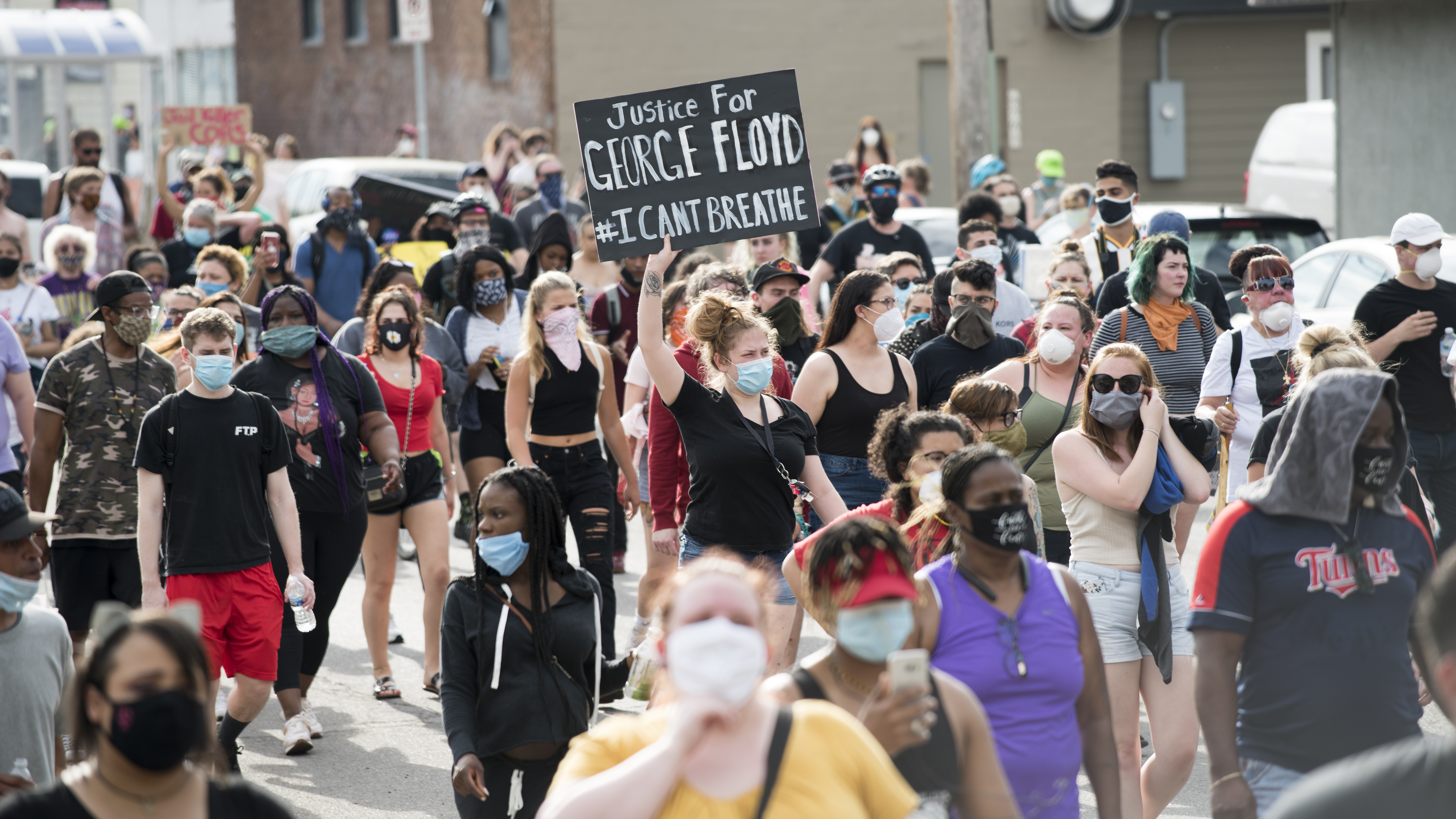
Марш протестувальників Міннеаполіса 26 травня, наступного дня після вбивства Флойда

#### 26 травня
Громадські протести в центрі міста Міннеаполіс почалися близько полудня 26 травня, на наступний день після вбивства Джорджа Флойда. Кілька сотень людей прийшли до 3-ї ділянки поліцейського департаменту Міннеаполіса, щоб висловити своє невдоволення діями офіцерів. Однак, протест відразу ж перейшов в радикальну фазу, після того, як протестуючі почали розмальовувати будівлю ділянки, громити припарковані поруч поліцейські машини та скло будівлі. У відповідь на це, ввечері того ж дня поліція вперше застосувала проти агресивної частини учасників протестів спецспорядження: світлошумові та димові гранати.

#### 27 травня
На наступний день, 27 травня — протести лише посилилися. Близько 18:00 CDT (2:00 за київським часом) поліція вперше використовувала гумові кулі, а за ними, в хід знову пішли хімічні подразники й димові гранати.
Пізніше ввечері в соціальних мережах були поширені відеоролики, що демонструють згоряння магазину старих автомобілів АвтоЗон, а також, демонструвався процес розграбування натовпом гіпермаркету мережі Target. Вночі того ж дня — одна людина була смертельно поранена власником ломбарду, який застав його за пограбуванням. Згодом, власник ломбарду, 59-річний чоловік, був заарештований у зв'язку зі вбивством громадянина.

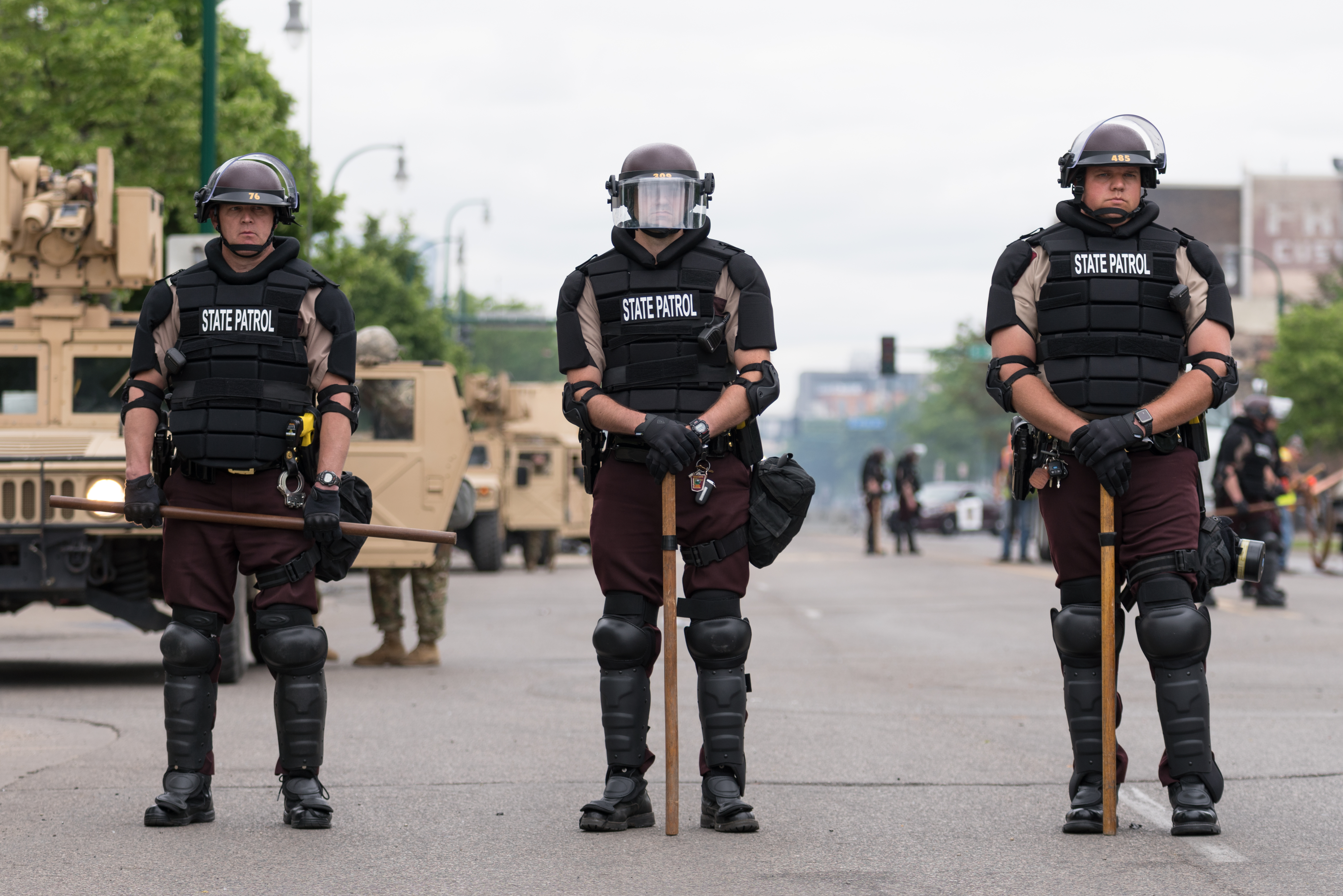
Офіцери поліції Міннеаполіса

#### 28 травня
28 травня мер Міннеаполіса Джейкоб Фрей оголосив у штаті надзвичайний стан, а також ввів в дію комендантську годину, а губернатор штату Міннесота Тім Волз запросив введення 500 бійців збройних сил Національної гвардії на територію міста Міннеаполіс.
До ранку того ж дня, вже більше ніж 30 будівель і підприємств в Міннеаполісі були пошкоджені в результаті протестів. Кілька магазинів і гіпермаркетів були розграбовані, а кілька ресторанів спалені. До вечора департамент поліції оприлюднив інформацію, що на вечір четверга понад 170 підприємств були пошкоджені, розграбовані, або спалені в результаті дій учасників протестів.
Крім того, того ж вечора учасниками протестів були підпалені дві будівлі навпроти 3-го управління поліцейського департаменту міста, а потім, сама будівля була також захоплена і підпалена. На момент підпалу будівлю управління поліції вже було евакуйовано.
Ніччю того ж дня в Міннеаполісі відбулася перестрілка на перетині вулиць Лейк-стріт і Блумінгтон-авеню. Поліцейські виявили пораненого з вогнепальної зброї чоловіка, який помер у лікарні.

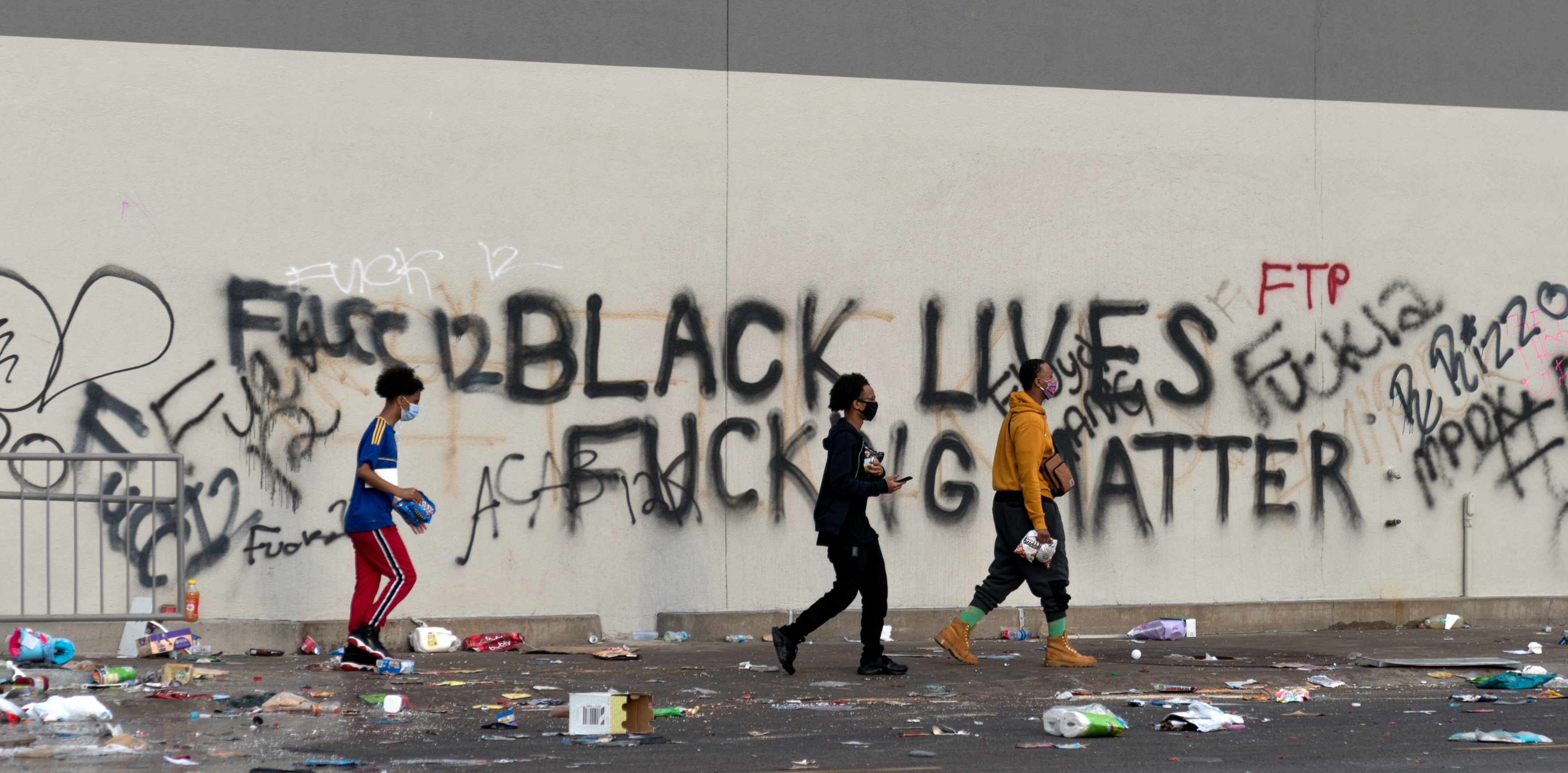
Учасники протестів розмальовують стіну в Міннеаполісі

#### 29 травня
У районі, де сталися протести близько 22:00 CDT (6:00 за київським часом) 28 травня, не було ані поліціянтів, ані пожежних і вони не були присутні там до ранку 29 травня. О 1:30 CDT (9:30 за київським часом) 29 травня мер Фрей провів пресконференцію з приводу протестів і засудив дії учасників, оцінивши їх як «неприйнятні». Фрей також додав, що люди, залучені в протестих — будуть «притягнуті до відповідальності» за збитки завдані місту, державі й суспільству.
Пізніше, того ж ранку о 5:11 CDT (13:11 за київським часом) репортер CNN Омар Хіменес, який має афроамериканське і колумбійське походження, а також знімальна група телеканалу були арештовані співробітниками поліції та національної гвардії штату Міннесота, в момент коли вони вели пряму трансляцію з місця подій на телебачення. Однак, журналісти були відпущені через близько годину, після втручання з боку губернатора штату Міннесота Тіма Волза.
29 травня Президент Дональд Трамп написав у Twitter, що відправить військових у Міннеаполіс, щоб взяти під контроль ситуацію, зупинити протести і кровопролиття, якщо губернатор буде неспроможний зробити це сам. Це відбулося практично відразу після того, як губернатор Волз підписав розпорядження про відправку Національної гвардії Міннесоти в Міннеаполіс, щоб офіційно захистити державне і приватне суспільне майно і дозволити місцевій владі виконувати свою роботу відповідно до закону.
Ввечері того ж дня офіцеру поліцейського департаменту Міннеаполіса Дереку Шовіну було пред'явлено звинувачення у вбивстві та вбивстві третього ступеня. Наперекір оголошенню звинувачень підозрюваному, надзвичайному стану і комендантській годині введеній в місті — цивільні протести спалахнули з новою силою.
29 травня протестувальники з'явилися у місті Сіетл.

#### 30 травня
30 травня о 1:30 CDT (9:30 за київським часом) губернатор Міннесоти Тім Вальц провів пресконференцію, в ході якої він заявив що до 80 % людей, що викликають руйнування, влаштовують погроми й підпалюють будинки — можуть бути родом з іншого штату, і що швидше за все, відразу після скоєння своїх злочинів вони покинули Міннесоту. Він додав, що вони були «добре організованою» групою в «спробі дестабілізувати громадянське суспільство». На завершення він заявив: «мова йде не про смерть Джорджа. Мова йде про хаос!». Мер Міннеаполіса Джейкоб Фрей також був присутній на пресконференції, він закликав учасників протестів заспокоїться і розійтися по домівках: «якщо ви дбаєте про себе і про нашу спільноту — ви повинні покласти цьому край. Це повинно припинитися». Він також додав: «ви не призвете поліціянта, який трагічно вбив Джорджа Флойда до відповідальності своїми пограбуваннями і цим безладом».
Станом на 30 травня до 2500 співробітників правоохоронних органів і військових національної гвардії були розгорнуті на території Міннеаполіса. У ході 5 днів протистояння за порушення закону було затримано не менше 1000 осіб, і ще 4 людини загинуло. Увечері того ж дня генерал-майор Національної гвардії Джон Дженсон заявив, що до 31 травня може бути розгорнуто ще понад 1700 солдатів Національної гвардії. І це стане найбільшим розгортанням збройних сил всередині держави в історії США.

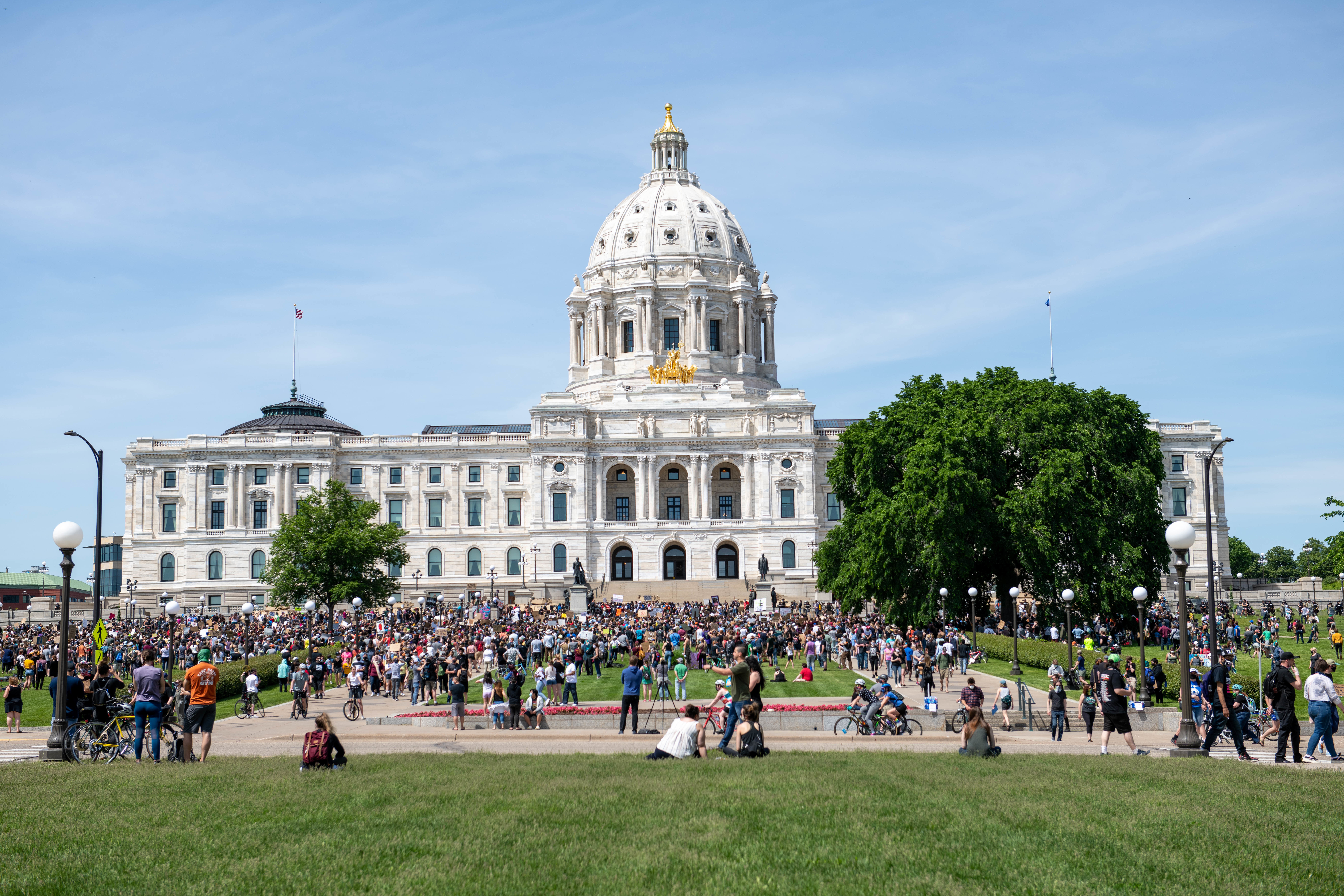
Акція протесту під капітолієм штату (31 травня)

30 травня у місті Сіетл протести перетворилися на протести і зіткнення з поліцією.

#### 31 травня
Цього дня кількість бійців національної гвардії розгорнутих в штаті Міннесота і в самому Міннеаполісі збільшилася з 4000 до 10 000 осіб за добу.
Близько 10:00 CDT (18:00 за київським часом) в Міннеаполісі на мосту I-35W вантажівка в'їхала в натовп протестуючих, коли на мосту знаходилося від 5000 до 6000 осіб. Однак, серйозно ніхто не постраждав. Після того, як водій зупинився, натовп учасників протестів витяг його з кабіни. Він отримав легкі травми, деякі з учасників протесту намагалися захистити його від побиття. Люди доставили водія в поліцію, яка потім розігнала натовп. Водій вантажівки, пізніше був ідентифікований як Богдан Вечірко і того ж вечора був доставлений в медичний центр округу Ганнепін. На цей час Вечірко знаходиться під охороною. Комісар громадської безпеки Джон Харрінгтон пізніше повідомив, що навряд Вечірко протаранив колону навмисно.
Після завершення акції на мосту багато його частин були пошкоджені, або розмальовані.
31 травня, також, відбулася акція-протесту під капітолієм штату Міннесота у місті Сент-Пол.
Крім того, в цей день поліцейські міста Міннеаполіс обстріляли журналістів, це був перший інцидент з представниками ЗМІ. Поліція обстріляла знімальну групу німецького агентства Deutsche Welle. Це сталося за кілька хвилин до прямого включення.. Того ж дня влада ввела режим комендантської години у понад 40 містах 22 штатів.

Штати Джорджія, Огайо, Колорадо, Вісконсин, Кентуккі і Юта закликали федеральну владу ввести Нацгвардію до штатів.

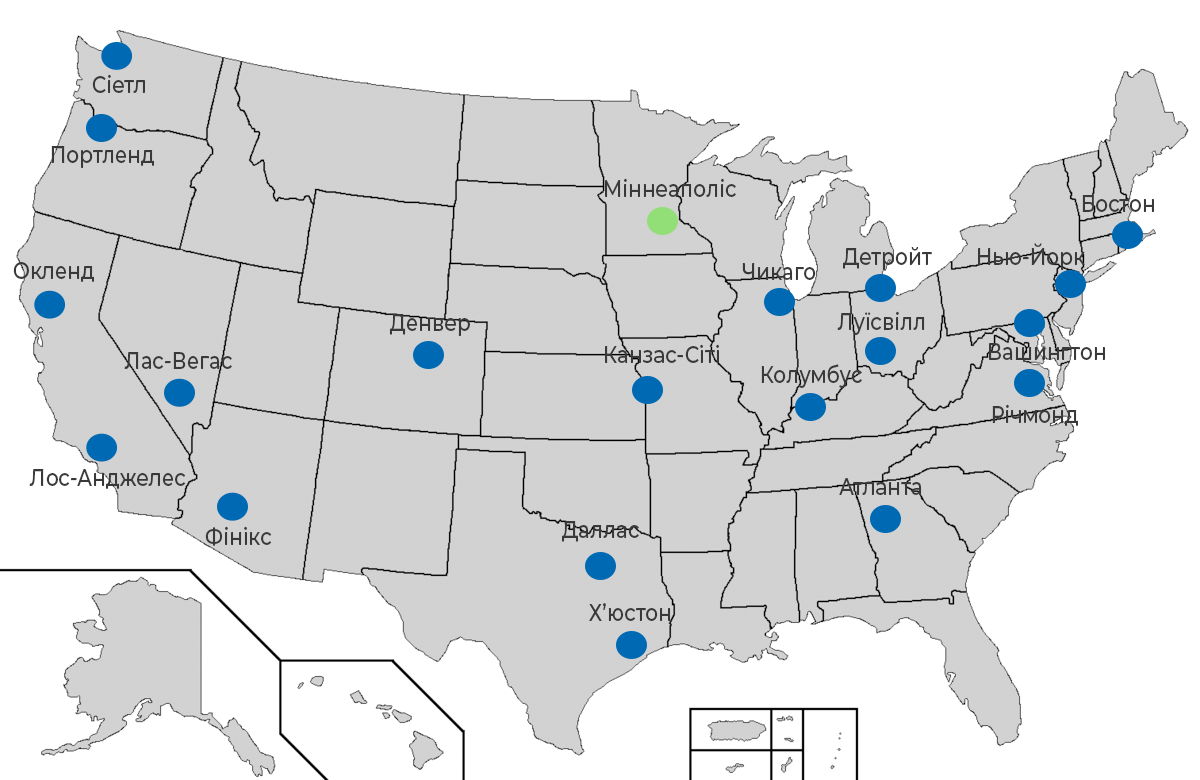
Міста США, де проходять протести (зі 100+ учасниками) після вбивства Джорджа Флойда (30 травня)

31 травня у місті Сіетл протести перетворилися на бунти і спроби заколоту проти офіційної влади США.

### Червень
1 червня мер Вашингтона Муріел Баузер і губернатор Нью-Йорка Ендрю Куомо виступили з критикою президента Трампа за жорстокі розгони мітингарів. Протести в більш ніж 100 містах США, а також у великих містах за кордоном лише посилилися. Крім того, принаймні в 40 містах і 23 штатах була введена комендантська година, і в них висунулися підрозділи бійців національної гвардії США для відновлення правового контролю.
Учасники протестів спробували спалити церкву Святого Іоанна (т.з «Церква президентів») на Лафайет-сквер, неподалік від Білого дому, проте, вони були відтіснені силами правоохоронців.
У місті Сіетл поліція та протестувальники зіткнулися на Капітолійському пагорбі. В результаті демонтсранти захопили значну частину Капітолійського Пагорбу у місті Сіетл.
Незалежне розслідування і розтин трупа загиблого афроамериканця показало, що насправді Флойд помер від інфаркту (сердечного приступу) через вживання наркотиків. Однак, все одно існує ймовірність, що напад був спровокований асфіксією через дії офіцера поліції.
В середині дня, перебуваючи в Рожевому саду Президент Дональд Трамп розкритикував слабкість губернаторів і мерів і зажадав використовувати більш жорстку тактику стосовно учасників протестів. Він також заявив, що буде докладати всіх зусиль для відновлення порядку на території Сполучених штатів. Після чого, з метою власної безпеки Президент був поміщений в бункер під Білим домом разом зі своєю сім'єю.
Увечері того ж дня, керівництво компанії Apple почало блокувати вкрадені учасниками протестів пристрої і передавати їхні дані поліції.
2 червня до Вашингтону (в федеральний округ Колумбія) було відправлено близько 1,6 тисяч військових. Війська перебувають у підвищеній бойовій готовності. Помічник міністра оборони США Джонатан Хоффман пояснив, що військові готові діяти у випадку масових протестів, але на час інтерв'ю армія не брала участі в допомозі поліції.
2 червня у місті Сіетл протестувальники поставили ультиматут Меру міста Сіетл Дженні Дюркан.
Станом на 3 червня під час протестів в США загинуло щонайменше 11 осіб. Серед них є співробітники поліції.
3 червня у місті Сіетл Мер міста Сіетл Дженні Дюркан зустрілася із лідерами демонстрантів і почала з ними переговори.
Загалом станом на 4 червня в США відбулося 279 нападів на журналістів, зафіксовано 45 випадків арештів журналістів.
4 червня у місті Сіетл Мер міста Сіетл Дженні Дюркан зустрілася із лідерами протестувальників і продовжила з ними переговори.
У п'ятницю, 5 червня пройшла панахида в пам'ять про Джорджа Флойда, в якій, зокрема, взяв участь і мер Міннеаполіса Джейкоб Фрей.
5 червня у місті Сіетл Мер міста Сіетл Дженні Дюркан заявила, що змушена була піти на деякі поступки протестуючих.
Тим же днем Мер Темекули Джеймс Стюарт подав у відставку через курйоз з електронним листом, який він відправив одному з мешканців міста. У ньому ексмер написав, що «він не вірить, що колись існувала хороша кольорова людина, убита поліцейськими». У заяві про свою відставку він пояснив, що слово «хороша» було додано ненавмисно, а через помилку його голосового перекладача, який він використовує через свою дислексію.
5 червня МЗС США дало рекомендацію іноземцям у США. Зокрема, їм рекомендують уникати демонстрацій.
6 червня у місті Сіетл Поліція спробувала розігнати бунт протестувальників.
7 червня ситуація у Вашинґтоні стабілізувалася, через що Трамп дав наказ про виведення загонів нацгвардії з міста. Того ж дня у Філадельфії було скасовано комендантську годину
7 червня у місті Сіетл Поліція спробувала розігнати бунт демонтсрантів.
8 червня в Сіетлі на значній території міста, контрольованій протестувальниками (сім кварталів) була проголошена Автономна Зона Капітолійського пагорба.
14 червня в Атланті (Джорджія) під час протестів поліціянт застрелив 27-річного афроамериканця Рейшарда Брукса. Після цього глава поліції Атланти Еріка Шилдс подала у відставку. Поліцейському Гарретту Рольфу було оголошено звинувачення у вбивстві, йому загрожує довічне ув'язнення або смертна кара. 19 червня Гаррета було звільнено під заставу. Йому було пред'явлено звинувачення за 11 пунктами, зокрема, в навмисному вбивстві. Його напарника звинувачують у нападі на підозрюваного за обтяжуючих обставин.
19 червня в Сан-Франциско протестувальники атакували Пам'ятник Святому Хуніперо Серро, Апостолу Каліфорнії.
21 червня в Сіетлі з вогнепальної зброї було смертельно поранено 19-літнього протестувальника, інший поранений протестувальник опинився в реанімації в критичному стані.

### Липень
1 липня Автономна Зона Капітолійського пагорба була ліквідована.
3 липня в Сент-Луїсі вандали намагалися атакувати пам'ятник Святому Королю Людовіку IX (на честь якого названо місто), проте група християн не дозволила цього, після чого почалася бійка.
4 липня в Сакраменто демонстранти атакували Пам'ятник Святому Хуніперо Серро, Апостолу Каліфорнії.
7 липня влада штату Джорджія оголосила надзвичайний стан і ввела війська нацгвардії. За вихідні в Атланті від перестрілок загинули кілька людей.
16 липня у Каліфорнії палії атакували Церкву Святого Хуніперо Серро.. 25 липня під час протестів в Сіетлі постраждали понад 20 поліцейських, 45 осіб затримали. Учасники протестів намагалися підпалити конструкції на території центру ув'язнення неповнолітніх злочинців та підірвати поліцейську дільницю, били скло в машинах і будинках.

### В інших містах
В інших містах США також проходять акції протесту, які почалися практично одночасно з основною в Міннеаполісі. Акції спрямовані на підтримку тих, хто боровся і бореться заради справедливості для Джорджа Флойда і для всіх афроамериканців, які страждають від несправедливих утисків. Велика частина цих протестів була мирною, однак, були й прецеденти насильницьких акцій.

## За межами США
Глобальний рух Black Lives Matter повільно розвивався протягом багатьох років, але реакція на вбивство Джорджа Флойда було описано як «соціальне пробудження» щодо питань расової несправедливості не тільки у США, а і у всьому світі. Акції протестів за межами Сполучених Штатів почалися з 28 травня 2020 року.

### Великобританія

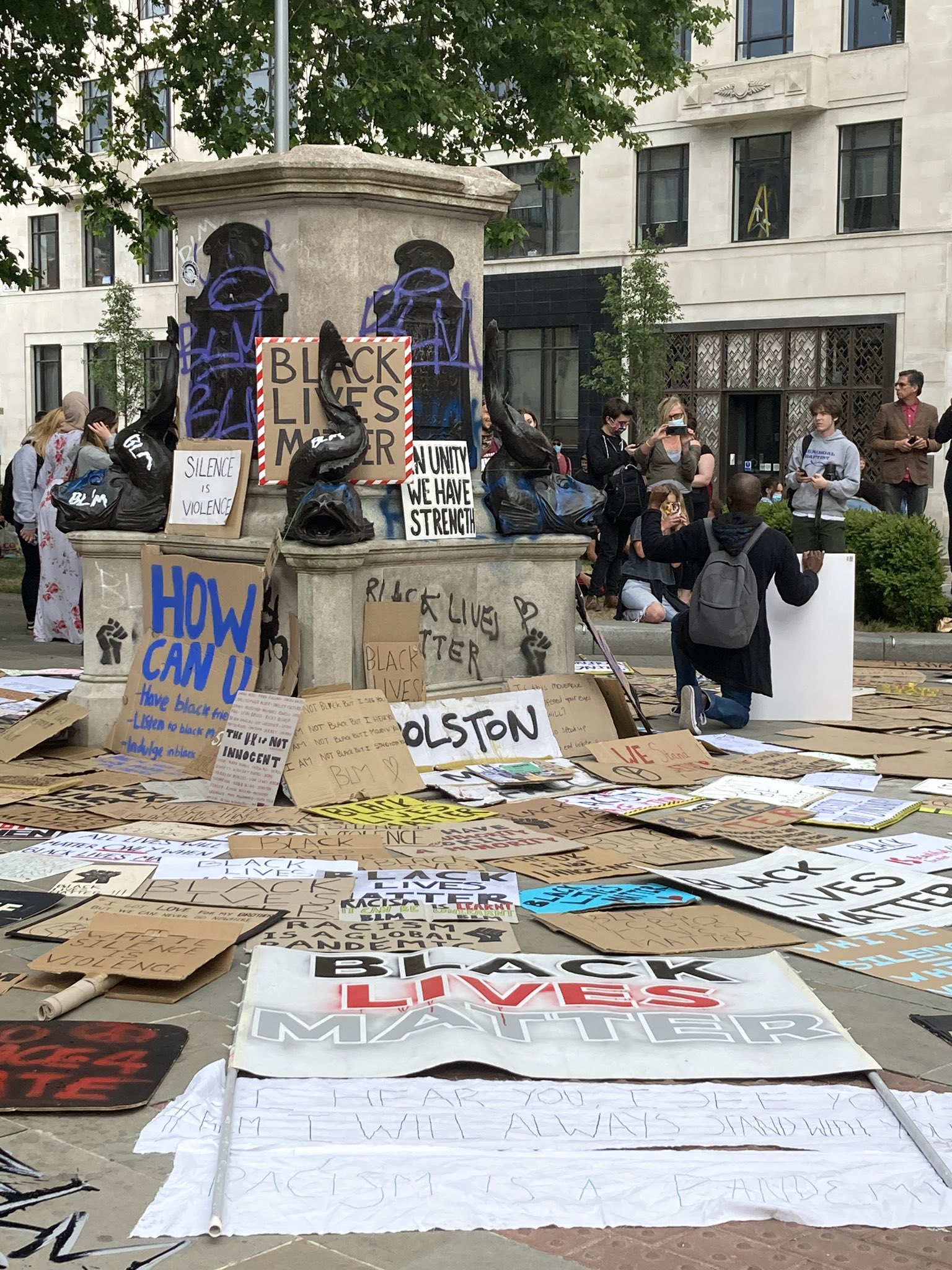
Камінь, на якому раніше стояв пам'ятник Едварду Колстону після знесення його протестувальниками

Окрім солідарності з протестами у Сполучених Штатах і американським рухом Black Lives Matter, у Великобританії до протестів доєднався також власний схожий рух Unite Against Fascism, який висвітлює проблеми расизму у самому Сполученому Королівстві. Великі протести організовувалися по всій Британії, зокрема у великих містах Бірмінгем, Ліверпуль, Лондон, Манчестер та Ньюкасл.
Перша демонстрація за межами США відбулася біля американського посольства у Лондоні 28 травня. Пізніше у ході протестів, 7 червня у Бристолі протестувальники знесли статую відомому рабовласнику Едварду Колстону. Після цього щонайменше 5000 людей пройшли маршем до Брістольської гавані і викинули пам'ятник у воду.
Слова «був расистом» були написані на пам'ятнику Вінстона Черчилля у Лондоні. У відповідь на це правий активіст і засуджений злочинець Томмі Робінсон оголосив «контрпротест» на 13 червня, щоб захистити від подальшого вандалізму інших військових меморіалів у Сполученому Королівстві.

### Бельгія
По всій Бельгії відбулися багатотисячні акції протесту проти расизму, зокрема в Брюсселі вийшли близько 10 тисяч демонстрантів. Оскільки бельгійський король Леопольд II був відомий своїми історичними масовими вбивствами та звірствами в Конго, на багатьо пам'ятників на його честь було скоєно акти вандалізму. Частина пам'ятників та бюстів були прибрані після протестів.

### Нідерланди
Люди в Нідерландах протестували на знак солідарності з американцями та проти поліцейської недоторканності та расизму. По всій країні відбувалися багатотисячні акції протесту. Прем’єр-міністр Марк Рютте наголосив, що «расизм – це не тільки американська проблема, а і системна проблема в Нідерландах».

### Німеччина
6 червня 2020 року відбулися протести в багатьох містах країни.

### Польща
7 червня 2020 року у місті Краків близько тисячі людей зібралися, щоб піти на марш в пам'ять Флойда і протестувати проти расизму та жорстокості поліції. Марш розпочався перед Генеральним консульством США на вулиці Столарська та закінчився на площі Малий Ринок.

### Словаччина
1 червня 2020 року у місті Братислава близько 100 людей вийшли на протест навпроти Посольства США.

### Угорщина
- 7 червня 2020 року у місті Будапешт понад 1000 людей вийшли на протест навпроти Посольства США.
- 16 червня 2020 року у місті Будапешт протестувальники атакували пам'ятник Вінстону Черчиллю.

### Румунія
6 червня 2020 року у місті Бухарест 12 людей вийшли на протест.

### Україна
- 3 червня 2020 року у місті Запоріжжя одна людина вийшла на одиночний протест. Протестувальник тримав плакат із написом «Black Lives Matter».[76]
- 11 червня 2020 року у місті Тернопіль темношкірі студенти вийшли на протест.[77] Потім один депутат вимагав депортувати їх.[78]

## Напади на журналістів
В ході протестів поліція і національна гвардія нерідко вдавалася до насильства, зокрема, стосовно журналістів. У період з 26 травня по 3 червня було зафіксовано понад 279 нападів на журналістів різних телевізійних і інтернет-видань. Більше ніж 45 журналістів було заарештовано і понад 40 одиниць техніки пошкоджено.